# Suikoden III
Suikoden III (幻想水滸伝III Gensō Suikoden Surī) er et PlayStation 2-spil og det tredje spil i Suikoden-serien. Dette var det første Suikoden-spil i 3D. Suikoden III har en kompliceret handling. Der er tre helter i handlingen, Chris, Hugo, og Geddoe.
| computerspil | Spire Denne computerspilsrelaterede artikel er en spire som bør udbygges. Du er velkommen til at hjælpe Wikipedia ved at udvide den. |